# إبراهيم السعافين
إبراهيم عبد الرحيم السّعَافين أديب وناقد أردني ولد في الفالوجة بفلسطين سنة 1361هـ / 1942م. حصل على ليسانس اللغة العربية وآدابها، وعلى درجتي الماجستير والدكتوراه في الأدب الحديث من جامعة القاهرة، وقد حصل كذلك على الدبلوم العام في التربية من جامعة الكويت، وهو أستاذ بقسم اللغة العربية وآدابها في كلية الآداب بالجامعة الأردنية. حصل على جائزة الملك فيصل العالمية في اللغة العربية والأدب سنة 1421هـ الموافقة لسنة 2001م بالاشتراك مع منصور إبراهيم الحازمي.

## أعماله
له العديد من الأعمال والمؤلفات، منها:
- ليالي شمس النهار (مسرحية).
- تطور الرواية العربية الحديثة في بلاد الشام.
- مدرسة الإحياء والتراث.
- نشأة الرواية والمسرحية في فلسطين.
- أصول المقامات.
- الطريق إلى بيت المقدس (مسرحية) 2003م.
- لهب التحولات: دراسات في الشعر العربي الحديث. 2007م.
- الرواية العربية تبحر من جديد. 2007م.
- المبحرون في أعالي النخيل: دراسات في أدب الخليج العربي. 2008م.[4]
- المسرحية العربية الحديثة.
- الأدب العربي من أواخر العصر العباسي (بالاشتراك).
- نظرية الأدب.
- أفق الخيول (ديوان شعر).[1]
- «ظلال القَطمون» (رواية) 2020م.

### الترجمات
- رواية في ظلال الرمان.
- فخور بأن تكون أنت: أرصدة الشخصية الإيجابية. تأليف: باميلا إيسبيلاند. 2016م.[5]
- عائلة بول. تأليف: جوليان كليري. 2019م.
- عائلة بولد تلبي النداء. تأليف: جوليان كليري. 2021م.[6]

## التكريم والجوائز
- جائزة الدولة التقديرية في الآداب في الأردن عام 1993م.
- جائزة الملك فيصل العالمية عام 2001م.[7]
- اختير «شخصية المعرض الثقافية» في معرض عمان الدولي للكتاب عام 2017م.[8]
- جائزة فلسطين للآداب عن روايته «ظلال القَطمون» عام 2020م.[9]